# Sacecorbo
Sacecorbo ist ein Ort und eine Gemeinde (municipio) mit 97 Einwohnern (Stand: 2024) im Südwesten der Provinz Guadalajara in der Autonomen Gemeinschaft Kastilien-La Mancha. 

## Lage und Klima
Sacecorbo liegt in einer Höhe von ca. 1115 m in der Kulturlandschaft der Alcarria. Die Entfernung zur westsüdwestlich gelegenen Provinzhauptstadt Guadalajara beträgt etwa 55 Kilometer (Fahrtstrecke). Das Klima ist gemäßigt bis warm; Regen (588 mm/Jahr) fällt übers Jahr verteilt.

## Bevölkerungsentwicklung
| Jahr      | 1970 | 1981 | 1991 | 2001 | 2011 | 2021 |
| Einwohner | 248  | 185  | 165  | 161  | 107  | 93   |

## Sehenswürdigkeiten

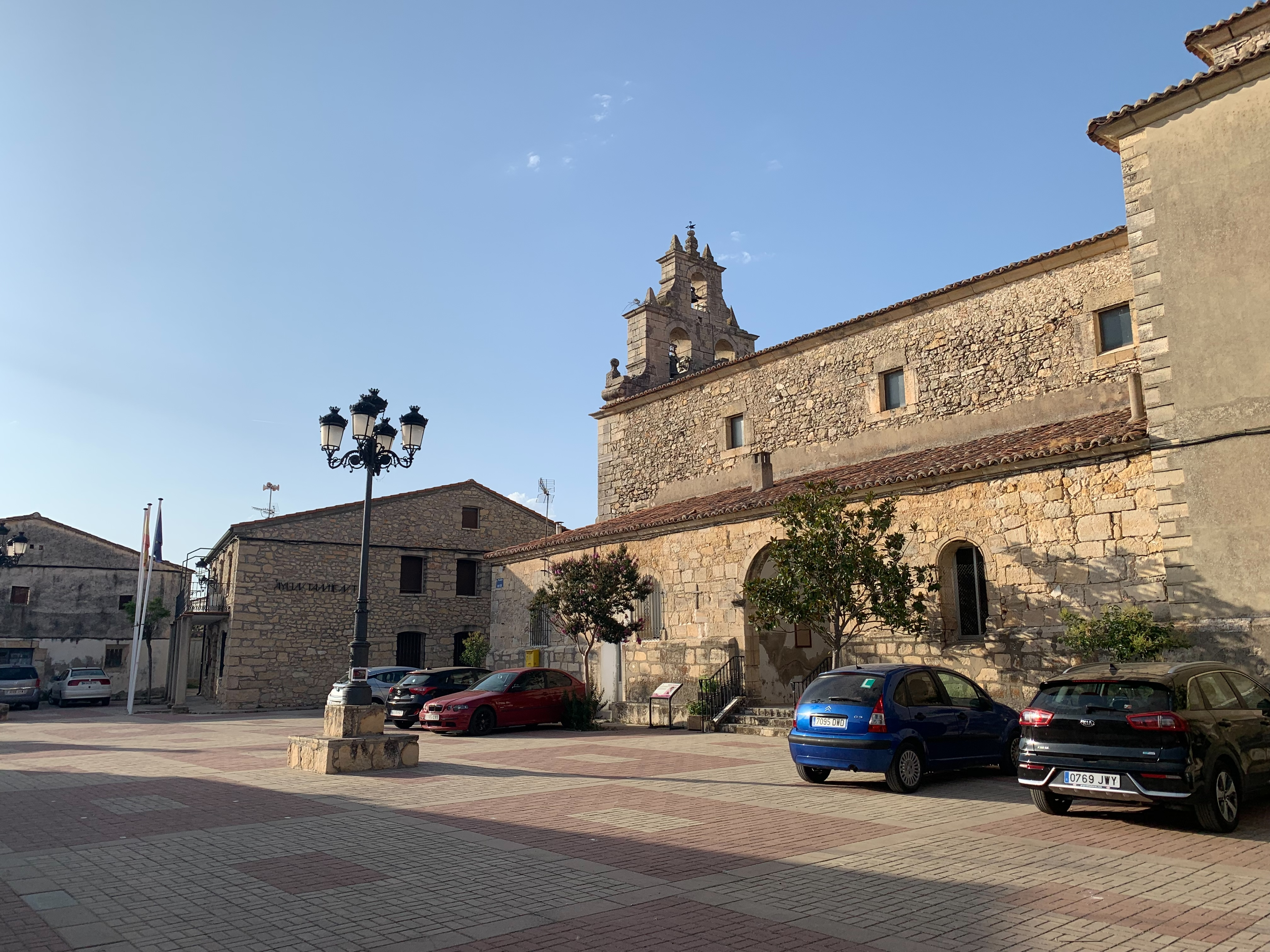
Bartholomäuskirche
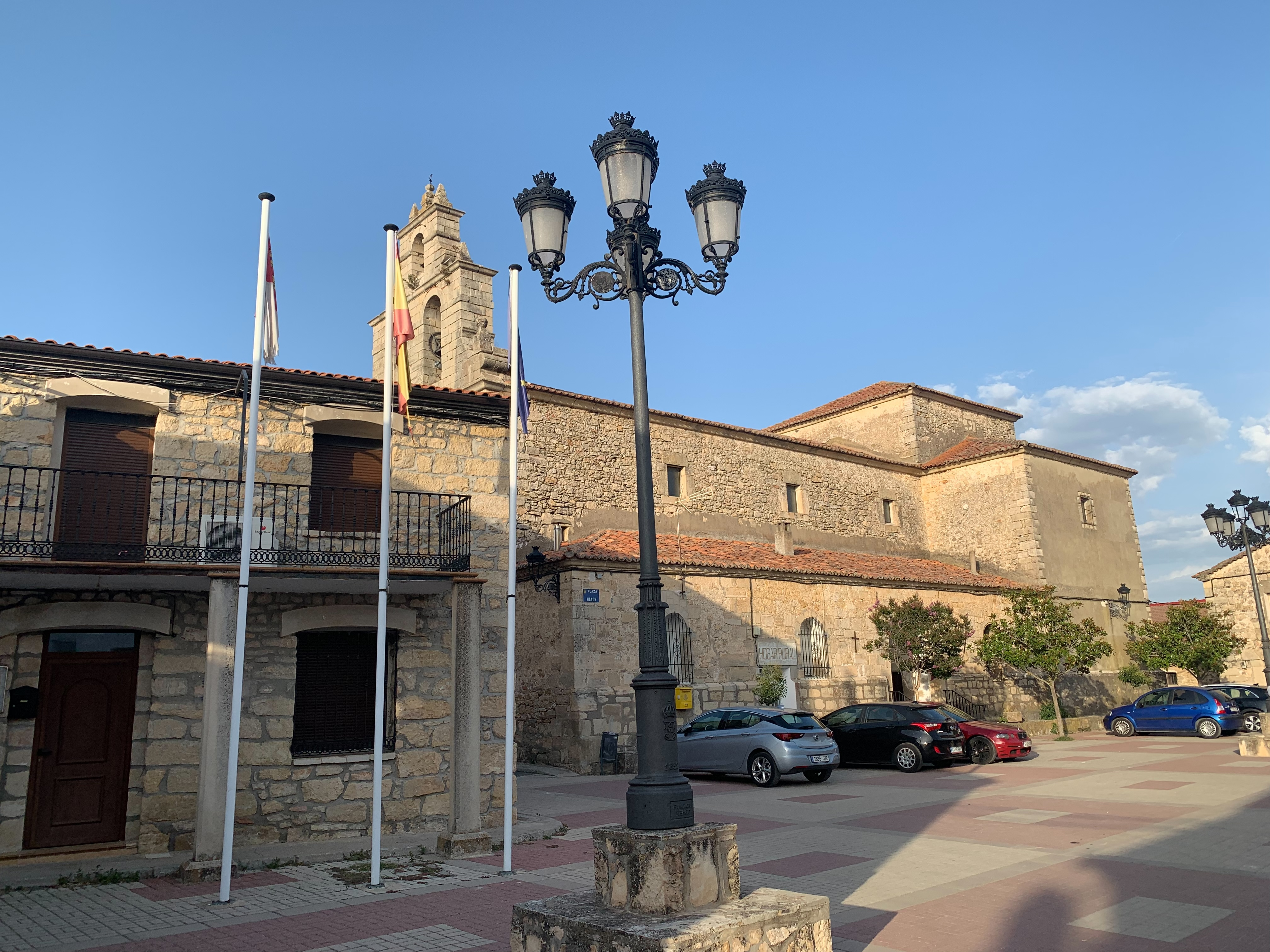
Rathaus am Großen Platz (Plaza Mayor)

- Bartholomäuskirche
- Rathaus am Großen Platz (Plaza Mayor)